# ABM (游戏)
《ABM》是由赛拉斯·华纳编程，缪斯软件1980年在Apple II电脑上发行的清版射击游戏。《ABM》仿制了雅达利股份有限公司同年街机游戏《导弹指挥官》。

## 评价
布鲁斯·韦伯斯特在第43期《太空玩家》中评测了《ABM》。他称「到头来问题就是，你是否愿意在另一款街机游戏中投入金钱。如果是，那我带着上述告诫向你推荐《ABM》。」